# Лофтус, Огастес
Огастес Уильям Фредерик Спенсер, лорд Лофтус (англ. Lord Augustus William Frederick Spencer Loftus, 4 октября 1817, Бристоль, Глостершир, Англия — 7 марта 1904, Аскот, Беркшир, Англия) — английский лорд, британский дипломат и колониальный деятель XIX века, служивший послом в нескольких странах и губернатором Нового Южного Уэльса.

## Биография
Был четвёртым сыном Джона Лофтуса, 2-го маркиза Или. Умер в Суррее, Англия, в возрасте 86 лет.

## Карьера
Августус поступил на дипломатическую службу в 1837 году в качестве атташе в Берлине. Затем работал в том же качестве в Штутгарте и был секретарем сэра Стратфорда Каннинга (в революционном 1848 году). В 1850-е и 1860-е годы работал на британский МИД в различных городах Германии и в Вене.
- В 1865—1868 годах посол в Берлине.
- В 1868—1871 посол в Северогерманской Конфедерации.
- С 1871 по 1879 год посол в России. Служил в Санкт-Петербурге при дворе императора Александра II.
- С 1879 по 1885 — 15й в истории губернатор Нового Южного Уэльса (Австралия).

## Семья
В 1845 году женился на Эмме Марии Гревиль (Emma Maria Greville), дочери вице-адмирала. Имел трёх сыновей и двух дочерей. В 1882 году, будучи колониальным губернатором, назвал в честь своей жены город Эммавилль в Австралии (Новый Южный Уэльс). Жена дипломата умерла в январе 1902 года.

## Интересные факты
- В 1892—1894 годах Лорд Лофтус опубликовал дипломатическую биографию в четырёх томах, являющуюся в наше время общественным достоянием[4].
- В 1887 году объявлял себя банкротом.